# بناية هب الريح (مسلسل)
مسلسل بناية هب الريح، عمل سوري من أجل رمضان 2021. شارك فيه عدد من نجوم الكويت وسوريا يبث المسلسل وحصري علي قناة بي إن دراما تم انتاجه 12 أبريل 2021

## قصة المسلسل
دراما اجتماعية عن حسيبة الفتاة التي ترفض الزواج تماما بعد تعرضها لظروف أدت لرفضها الزواج من أي شخص ويحاول من حولها إقناعها بالعدول عن موقفها. 

## طاقم العمل

### الممثلين
- عباس النوري
- هيا الشعيبي
- أندريه سكاف
- غادة بشور
- مروة الأطرش
- روعة ياسين
- جيني أسبر
- نادين قدور
- صفاء رقماني
- علاء مرسي
- خالد العجيرب
- شهاب حاجيه
- بلال مارتيني
- بدرية طلبة

### إخراج
- محمود دوايمة.   (مخرج)
- ماجد حمود.   (مخرج منفذ)
- إبراهيم صليبا.   (مساعد مخرج)

### تأليف
- صالح السلتي   (مؤلف)
- عفاف مطر.   (معالجة درامية)
- محمد نور الطيار.   (سيناريو وحوار)

### جرافيكس
- هاني الهندي.   (تصحيح ألوان)

### موسيقى
- رضوان نصري.   (موسيقى تصويرية)

### تصوير
- نزار واوية.   (مدير التصوير)